# Lawina w Tatrach (2003)
Lawina w Tatrach – lawina, która zeszła 28 stycznia 2003 r., porywając dziewięć osób spośród trzynastoosobowej grupy zmierzającej zimą na szczyt Rysów w Tatrach. Uczestnikami wycieczki byli uczniowie I Liceum Ogólnokształcącego im. Leona Kruczkowskiego w Tychach oraz osoby związane z działającym w tej szkole Klubem Sportowym „Pion”.
28 października 2010 r. miał premierę film Cisza oparty na wydarzeniach z 2003 r.

## Lawina
Grupa młodzieży (20 licealistów i jednego 22-letniego studenta) z Tychów przybyła do schroniska nad Morskim Okiem 27 stycznia 2003 r.. Organizatorem i przewodnikiem tragicznie zakończonej wyprawy i jednym z dwóch opiekunów grupy był Mirosław Szumny, nauczyciel geografii i szef szkolnego klubu sportowego „Pion”, który wcześniej wielokrotnie zabierał młodzież na wyprawy w góry, ale nie miał formalnych uprawnień do ich prowadzenia. W schronisku Szumny rozmawiał z ratownikiem TOPR Władysławem Cywińskim, który – jak podał w liście do Michała Jagiełły w 2005 r. – usilnie odradzał wspinaczkę na Rysy, sugerował wynajęcie przewodnika górskiego, ostrzegał, że młodzież nie jest przygotowana do takiej wspinaczki, a grupy są zbyt liczne, ale nie zdołał przekonać Mirosława Szumnego. Pierwsza część grupy weszła bez problemu na Rysy 27 stycznia, druga część grupy miała zdobyć szczyt następnego dnia. Tego samego dnia członkowie pierwszej grupy w rozmowie z członkiem komisji lawinowej TOPR Lesławem Riemenem, przekazali informację, że warstwa śniegu była mniej więcej po kostki.
W nocy zmieniły się warunki atmosferyczne: wystąpiło ocieplenie i opad deszczu. Obowiązywał drugi stopień zagrożenia lawinowego (umiarkowany) w pięciostopniowej skali. Mimo to, Mirosław Szumny z drugim opiekunem – Tomaszem Zbiegieniem i drugą częścią grupy (razem 13 osób: 10 licealistów, student – brat jednego z licealistów i dwóch opiekunów) poszli na szczyt. Ze schroniska wyruszyli o 6:30.
Lawina w stronę Czarnego Stawu zeszła ok. godziny 11:00 z Rysów, prawie spod samego szczytu. W momencie, gdy zaatakowała grupę, ta była podzielona: z przodu szły trzy osoby, z tyłu dwie mniejsze grupki. Wielkość lawiny ocenia się na 13 hektarów, długość toru ruchu – na ponad 1200 m, masę spadającego śniegu – na 26 000 ton (tyle pozostało na powierzchni; według znawców znacznie więcej śniegu uległo wtłoczeniu do stawu), a czoło lawiny miało kilka metrów wysokości. Uderzenie było tak silne, że strzaskało pokrywę lodową na dużej części powierzchni stawu, nawet w odległości ponad 200 metrów od brzegu, mimo że miała ona grubość wahającą się od 70 do 100 centymetrów. Cztery osoby, w tym Mirosław Szumny, znalazły się nad obrywem masy śnieżnej, dzięki czemu nie odniosły obrażeń.

## Przyczyny lawiny
Biegli topoklimatolodzy badający przyczyny zejścia lawiny ustalili, że lawina została wywołana szeregiem czynników naturalnych "z możliwością drugorzędnego wpływu ingerencji człowieka". Naukowcy nie stwierdzili, czy zachowanie uczestników wycieczki mogło przyczynić się do zejścia lawiny. Sąd uznał kompetencje naukowców i przyjął, że lawina zeszła samoistnie.
Według analizy doktora Mieczysława Sobika z Uniwersytetu Wrocławskiego przyczyną lawiny były warunki atmosferyczne ostatnich miesięcy przed katastrofą. Naprzemienne spadki temperatur i ocieplenia spowodowały powstanie skorup lodowych, które znacząco utrudniały wiązanie się nowych warstw śniegu z już istniejącymi. Nadto warunki pogodowe przyczyniły się do utworzenia kielichowatej warstwy śniegu, która umożliwia powstanie lawiny typu "deska". Bezpośrednią przyczyną lawiny miał być ostatni opad śniegu, przy czym ocieplenie, które wystąpiło dzień przed lawiną, nie miało znaczenia. Lawina stoczyła się dwoma etapami: pierwszym był spad z Kotła pod Rysami, który w drugim etapie połączył się ze śniegiem ze żlebu Rysa.

## Akcja ratunkowa

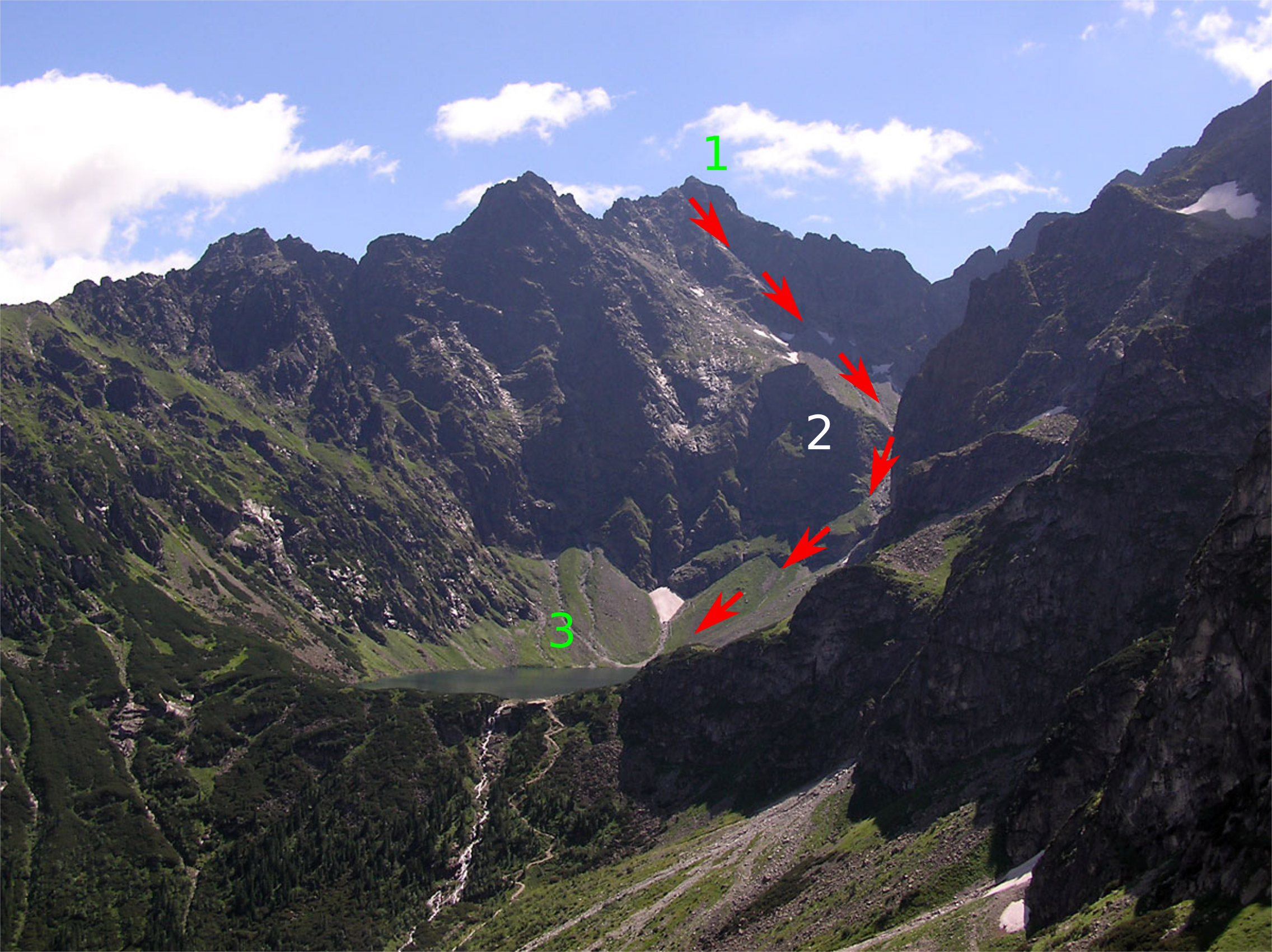
Droga lawiny w 2003 (1. Rysy, 2. Bula pod Rysami, 3. Czarny Staw)

Pomoc została wezwana natychmiast po wypadku przez przypadkowego turystę, który znalazł się w bezpośredniej bliskości lawiny, ale poza jej zasięgiem. Wyprawą dowodził osobiście kierownik Pogotowia, Jan Krzysztof. Grupa ratowników z TOPR-u znalazła na początku jedną osobę, niecałkowicie zasypaną dziewczynę imieniem Luiza, która miała złamaną rękę i ogólne potłuczenia. Ratownicy poznali rozmiar tragedii, dopiero gdy na miejsce zdarzenia dotarł nauczyciel. Po pewnym czasie wydobyto jeszcze dwie osoby. Ratownik Grzegorz Bargiel odnalazł pod metrową warstwą śniegu uczestnika wycieczki Przemysława, który był już bez oddechu i tętna. Po resuscytacji przetransportowano go śmigłowcem do szpitala, ale po 72 dniach zmarł w szpitalu. Pomagający ratownikom na lawinisku pedagog odszukał innego ze swoich podopiecznych, Łukasza, który był nieżywy.
W ciągu dnia na lawinisku pracowało 36 ratowników TOPR-u, w tym dwóch lekarzy i sześciu przewodników psów lawinowych, oraz piętnastu lub siedemnastu przeszkolonych pracowników Tatrzańskiego Parku Narodowego, wśród nich dyrektor TPN Paweł Skawiński. Wieczorem, w dniu zejścia lawiny, przerwano poszukiwania z powodu złych warunków atmosferycznych. W szczególności ratownicy nie uznali za możliwe penetrowania okolic Czarnego Stawu. Już w tym momencie wielu spośród nich było przekonanych, że pozostałe ofiary zostały pogrzebane pod jego lodem (taką opinię wyraził między innymi Adam Marasek, jeden z najbardziej doświadczonych ratowników); to przypuszczenie później okazało się w pełni słuszne.
Następnego dnia o godz. 6.00 wznowiono poszukiwania mimo trzeciego stopnia zagrożenia lawinowego. Tego samego dnia miała miejsce awaria śmigłowca „Sokół”, podczas której uległy wyłączeniu kolejno oba silniki śmigłowca. Załoga zdołała wyskoczyć ze statku powietrznego (z wysokości kilku metrów) w momencie zatrzymania się pierwszego silnika, jej członkowie doznali tylko drobnych obrażeń. Podczas próby powrotu na lądowisko wyłączył się drugi silnik. Henryk Serda wylądował autorotacyjnie w miejscowości Murzasichle, jednak w trakcie przyziemienia doszło do poważnego uszkodzenia śmigłowca (złamanie belki ogonowej). Dalsze poszukiwania, prowadzone również przy pomocy słowackich ratowników, nie przyniosły rezultatu. Obdarzone czułym węchem psy wskazywały miejsca na stawie, ale prowadzenie tam poszukiwań zimą było niemożliwe.
Po informacjach o tragedii w Tatrach zarządzeniem Prezydenta Miasta Tychów Andrzeja Dziuby został w Urzędzie Miasta powołany sztab kryzysowy. Tego samego dnia wieczorem z Tychów do Zakopanego wyjechały rodziny ofiar lawiny. Następnego dnia na Śląsku ogłoszono żałobę. Pozostałe sześć ciał, wtłoczonych pod lód Czarnego Stawu, odnaleziono dopiero na wiosnę, po roztopach; jedno z nich wyłowiono z głębokości aż 26 metrów. Ostatnią ofiarę odnaleziono 17 czerwca. Ogółem TOPR zorganizował 14 wypraw poszukiwawczych, w których udział wzięło 260 ratowników, 36 psów lawinowych, a ratownicy pracowali 2203 godziny.

## Sprawa śmigłowca

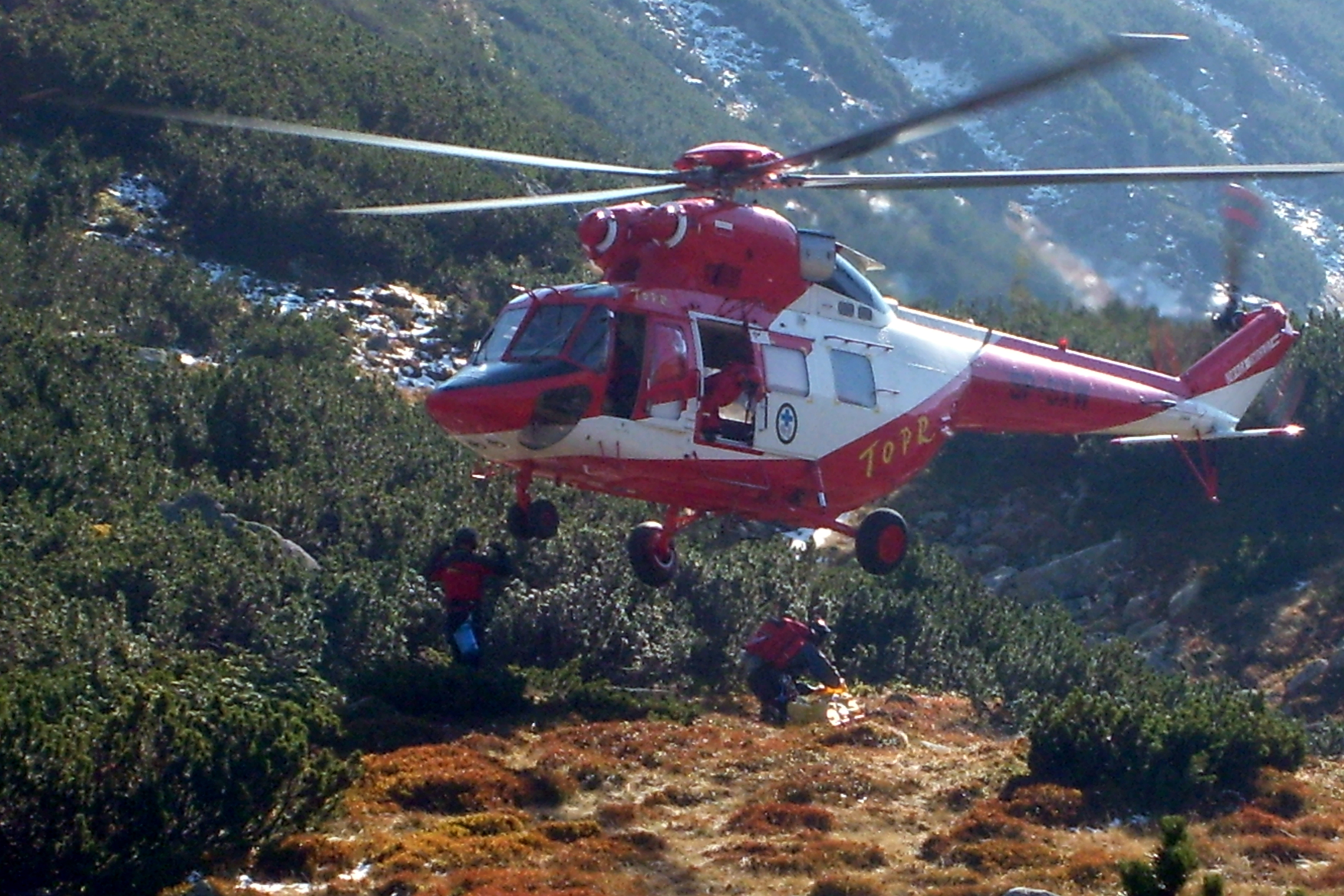
Śmigłowiec Sokół Tatrzańskiego Ochotniczego Pogotowia Ratunkowego

Dyrekcja Lotniczego Pogotowia Ratunkowego zarzuciła pilotowi Henrykowi Serdzie złamanie procedur i zwolniła z pracy, jednak nie z powodu konkretnego zarzutu dotyczącego wypadku przy Czarnym Stawie; jednym z zarzutów była niesubordynacja. Serda bronił się twierdzeniem, że zwolnienie jest retorsją za krytykę organizacji. Pilot odwołał się do sądu pracy, w 2005 r. został przywrócony do pracy w Lotniczym Pogotowiu Ratunkowym. Równocześnie prokuratura postawiła mu zarzut nieumyślnego spowodowania katastrofy z powodu zaniechania włączenia instalacji antyoblodzeniowej silników, co sugerował wynik badania sprawy przez Główną Komisję Badania Wypadków Lotniczych. Serda bronił się utrzymując, że instalację włączył, a jeśli nie zadziałała, mogła to być wina właściciela śmigłowca – Lotniczego Pogotowia Ratunkowego, który nie dbał należycie o sprzęt. Ostatecznie został uniewinniony od zarzutu; sąd dopuścił, że wypadek mógł być spowodowany przez śnieg dostający się do silnika.

## Procesy sądowe
W lutym 2004 r. przed Sądem Okręgowym w Katowicach rozpoczął się proces karny w sprawie tragicznej śmierci licealistów, studenta i opiekuna grupy. Oskarżony został Mirosław Szumny – nauczyciel geografii i organizator tragicznej wyprawy. Prokuratura, opierając się na opinii biegłego, zarzuciła, że oskarżony popełnił liczne błędy: grupa była zbyt duża, uczestnicy szli w zbyt małych odstępach od siebie, grupa była źle wyposażona sprzętowo, młodzież nie była dostatecznie przygotowana, ponieważ dla większości uczniów była to pierwsza wyprawa w Tatry zimą, a nade wszystko jednak, że nie wziął pod uwagę pogarszających się warunków atmosferycznych. W wyniku tego procesu sąd skazał nauczyciela za nieumyślne sprowadzenie zagrożenia i orzekł karę jednego roku pozbawienia wolności w zawieszeniu na trzy lata. W wyroku ogłoszonym 22 marca 2005 r. sąd przyjął, że lawina zeszła samoistnie. Jednocześnie uznał, że podejrzany nie miał uprawnień do prowadzenia grupy, a ponadto wbrew sugestii TOPR-u nie wynajął przewodnika górskiego. Sąd umorzył zarzut o zorganizowanie wycieczki poprzedniego dnia (27 stycznia), uznał bowiem, że mimo iż nauczyciel naraził jej uczestników na niebezpieczeństwo, ściganie powinno nastąpić z oskarżenia prywatnego, z którym nikt nie wystąpił. Sąd zaznaczył, że w wyroku zastosował karę w zawieszeniu, bowiem nauczyciel nie był wcześniej karany i cieszył się nienaganną opinią. Oskarżyciel złożył apelację od wyroku.
Podczas drugiego procesu Mirosław Szumny przyznał się do popełnienia błędów podczas organizacji wycieczki, mówiąc, że wychodząc w góry z młodzieżą, miał świadomość, iż może zejść lawina oraz że nie było wtedy pogody, która dawałaby poczucie bezpieczeństwa. 11 kwietnia 2006 r. został skazany na dwa lata więzienia w zawieszeniu na cztery lata. Sąd Apelacyjny w Katowicach orzekł, że wypadek nastąpił z winy nieumyślnej nauczyciela.
W 2016 r. Andrzej Matyśkiewicz, którego dwóch synów zginęło w lawinie, pozwał na drodze postępowania cywilnego Urząd Miasta Tychy, nauczyciela-organizatora wycieczki oraz szkolny klub sportowy o zapłatę zadośćuczynienia w wysokości 700 tys. zł wraz z odsetkami. W 2018 r. Sąd Okręgowy w Katowicach nieprawomocnie orzekł, że nauczyciel oraz klub muszą zapłacić 140 tys. złotych zadośćuczynienia. Sąd wyjaśnił, że odpowiedzialność cywilna miasta przedawniła się. Od wyroku apelację złożył zarówno powód, jak i pozwany nauczyciel. W lutym 2019 r. Sąd Apelacyjny w Katowicach utrzymał w mocy kwotę zadośćuczynienia przyznaną ojcu nieżyjących chłopców przez Sąd Okręgowy, oddalając apelacje od wyroku, złożone przez niego oraz nauczyciela. Jednocześnie zawieszono postępowanie w sprawie klubu sportowego. Po uprawomocnieniu wyroku, z inicjatywy tyskich internautów, dwie absolwentki LO im. Leona Kruczkowskiego zorganizowały zbiórkę w serwisie zrzutka.pl, której celem było zgromadzenie funduszy na spłatę zasądzonego zadośćuczynienia. Kwotę udało się zebrać w całości.

## Ofiary śmiertelne
1. Przemysław Kwiecień (18 lat) – znaleziony 28 stycznia;
2. Szymon Lenartowicz (17 lat) – znaleziony 13 maja;
3. Andrzej Matyśkiewicz (16 lat) – znaleziony 7 czerwca;
4. Łukasz Matyśkiewicz (22 lata) – znaleziony 28 stycznia;
5. Justyna Narloch (16 lat) – znaleziona 17 czerwca;
6. Ewa Pacanowska (17 lat) – znaleziona 7 czerwca;
7. Artur Rygulski (18 lat) – znaleziony 5 czerwca;
8. Tomasz Zbiegień (36 lat)[1] – znaleziony 8 czerwca[27].

Przemysław Kwiecień zmarł w szpitalu po dziesięciu tygodniach od wypadku.